# 沃齐米日·斯特凡斯基
沃齐米日·斯特凡斯基（波蘭語：Włodzimierz Stefański，1949年11月20日—），波兰男子排球运动员。他曾代表波兰参加1972年和1976年夏季奥林匹克运动会排球比赛，其中1976年奥运会获得一枚金牌。